# Пітер Абрагамс
Пі́тер Ге́нрі А́брагамс (англ. Peter Abrahams; нар.3 березня 1919, Вредедорп — 18 січня 2017) — письменник з Південної Африки, що писав англійською мовою.
Народився поблизу Йоханнесбургу, в передмісті Вредедорп. Залишив Південну Африку в 1939 році. Спочатку жив у Лондоні, де працював носильником, водієм, матросом та журналістом. У 1956 році переїхав жити на Ямайку.
Дії багатьох його романів відбуваються в Південній Африці. Перша його збірка оповідань — «Темний заповіт» — побачила світ у 1942 році. В романі «Шахтар» показано солідарність робітників різних рас у боротьбі з підприємцями. Книга «Стежкою грому» розповідає про трагічну любов кольорового вчителя до білої дівчини. Тема історичного роману «Завоювання» — трагедія зулу, підкорених бурами. Опублікував книгу нарисів «Повернення в Голі» та автобіографічний роман «Розповіді про свободу». В політичному детективі «Ті, що живуть уночі» автор показав підпільну боротьбу мешканців ПАР — представників різних рас — проти расистської влади. В романі «Вінок Майклу Удомо» знайшли відображення боротьба африканських країн за незалежність, складний процес революційних перетворень. У романі «Наш острів сьогодні» відображено вирішальний етап боротьби прогресивних сил однієї з острівних держав Карибського регіону за політичну незалежність.

## Твори
- Темний заповіт (1942) — Dark Testament
- Шахтар (1945)
- Шахтарський хлопчисько (1946) — Mine Boy
- Стежкою грому (1948) — переклад українською 1955
- Завоювання (1950)
- Жорстока перемога (1950)
- Повернення в Голі (1953)
- На поклик волі (1954) — переклад українською Володимира Митрофанова 1973,Tell Freedom
- Загибель Майкла Удомо (1956) —  переклад українською Володимира Митрофанова, A Wreath for Udomo
- Ті, що живуть уночі (Їхня власна ніч) (1965) — A Night of Their Own
- Наш острів сьогодні (Цей острів зараз) (1966) — This Island Now
- Вид з Кояба (1985) — The View from Coyaba